# Gräberfeld von Domarlunden

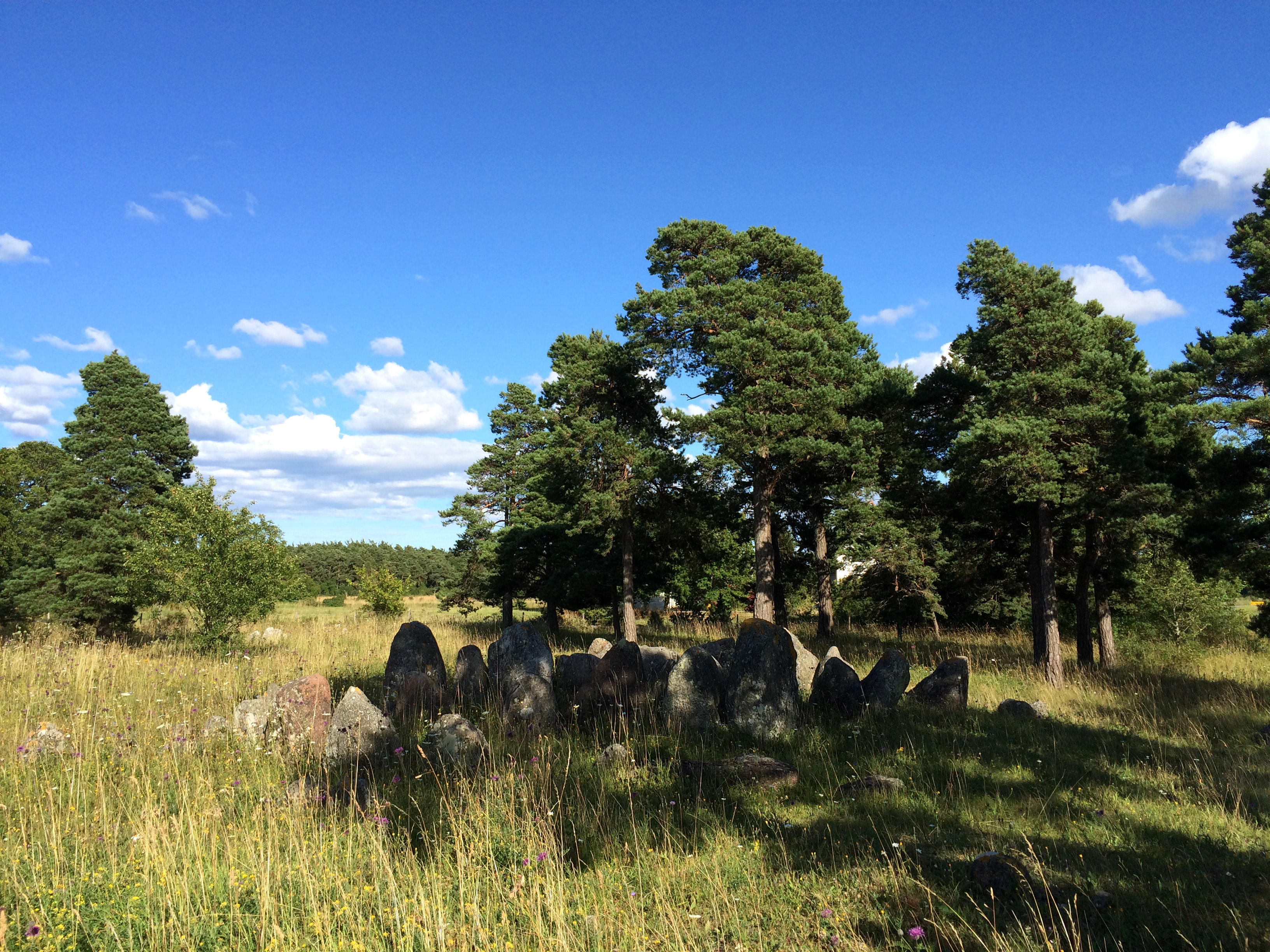
Schiffssetzungen von Domarlunden

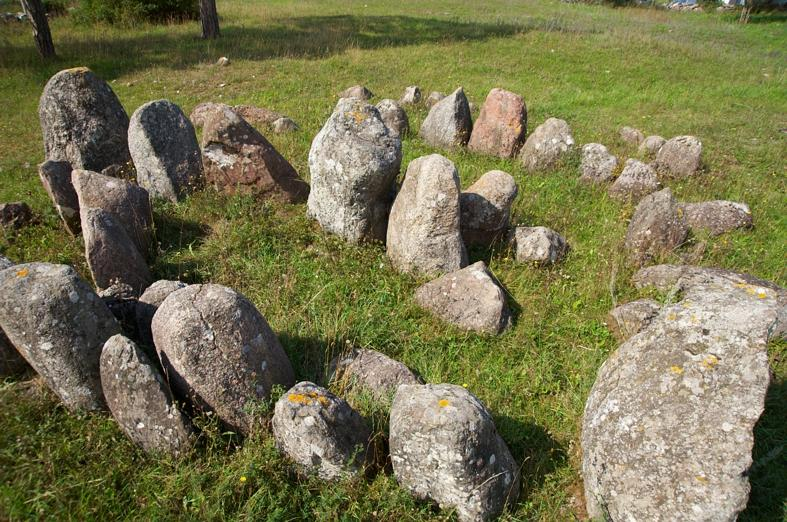
Schiffssetzungen von Domarlunden

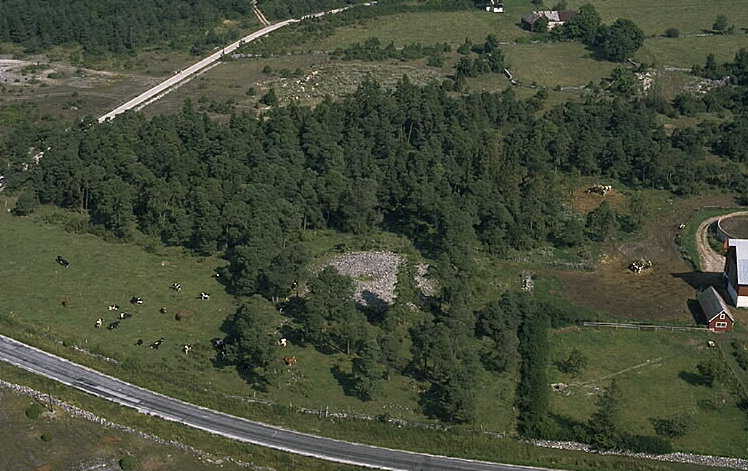
Lärbro 163:1 Röse von Domarlunden

Das Gräberfeld von Domarlunden (eigentlich Domarlunden/Liffride – deutsch „Richterhain“) liegt östlich von Lärbro in der Lajkarhajd (Heide) auf der schwedischen Insel Gotland.

## Das Gräberfeld
Das ursprünglich zusammenhängende, etwa 80 × 70 m messende Bronze- und eisenzeitliche Gräberfeld wird durch den bei der Flurbereinigung verlegten Hof Liffride geteilt und heute in Domarlunden und Liffride untergliedert. Die Untersuchung des Gräberfeldes wurde in den 1960er und 1970er Jahren durchgeführt. Die Ergebnisse zeigen, dass der östliche Teil des Gräberfeldes während der jüngeren Bronzezeit benutzt wurde.

### Liffride
Der westliche Teil des Gräberfeldes wird von einer etwa drei Meter hohen Röse aus Kalk- und Feldsteinen mit einem Durchmesser von etwa 37 m und einer Höhe von 3,5 m beherrscht. Außerdem kommen hier Menhire, Steinsetzungen und kleine Steinhügelgräber vor. Bei der Untersuchung von sieben Steinsetzungen wurden im Jahr 1877 Funde angetroffen, die darauf hindeuten, dass das Gräberfeld während der späten Eisenzeit benutzt wurde.

### Domarlunden
Im östlichen Teil liegt das Domarlunden (Richterhain) genannte Gräberfeld. Hier liegen mehrere, teilweise beschädigte Schiffssetzungen, die sowohl aus Findlingen als auch, was äußerst selten ist, aus Kalksteinplatten bestehen. Eine Anzahl von Schiffssetzungen wurde 1917 untersucht. Westlich davon liegt eine Röse.

## Hägvide
Hinter Domarlunden führt ein Abzweig nach Süden, durch die Hofteile von Hägvide. Südlich der Landstraße Lärbro–Hellvi und südöstlich der Lajkarhajd liegt der Hof Hägvide. Hier liegen Gotlands einzige Felsritzungen. Sie wurden erst 1910 auf dem „Hernäkern“ entdeckt und zeigen auf einem Aufschluss von neun mal fünf Metern 23 Schiffsbilder, vier Paar Fußsohlen, vier Äxte mit Schaft sowie etwa 150 Schälchen. Die Ritzungen werden in die Bronzezeit datiert.

## Legende
Die Straße zwischen Lärbro und Hellvi durchquert die Lajkarhajd, ein weites Heidegebiet, in dem der Sage nach der landesflüchtige norwegische König Olaf der Heilige (955–1030) um 1020 eine Schlacht gegen die heidnischen Nordgoten gefochten haben soll, um sie zu zwingen, das Christentum anzunehmen. Die Überlieferung berichtet auch, dass der König vor der Schlacht auf einem Felsblock gekniet und gebetet habe, wobei seine Knie und Ellenbogen Abdrücke im Stein hinterlassen hätten. Der Aufenthalt des Königs auf Gotland ist indes unbelegt.

## Sangelsten
Die Legende bezieht sich auf den Sangelstein, einen Opferstein mit 19 Schälchen (schwedisch skälgropar). Er liegt auf Lekare hed, einer Weide 300 m südlich der Landstraße. Der Opferstein „singt“; d. h., er gibt einen Ton von sich, wenn man mit einem Stein darauf klopft. Außer dem Sangelstein gibt es in der Lajkarhajd ein Gräberfeld mit einem Dutzend freiliegender Steinsetzungen und Steinhaufengräbern.